# Пам'ятки промислу перлів біля Мухаррака
Пам'ятки промислу перлів біля Мухаррака або Бахрейнський перловий шлях — об'єкт світової спадщини ЮНЕСКО у Бахрейні.

## Короткий опис
Під охорону ЮНЕСКО занесено частину узбережжя завдовжки 3,5 км, яка пов'язана з перловим промислом, що протягом століть був основою місцевої економіки. Цей промисел втратив своє значення й практично припинив своє існування від часу культивування перлів у Японії.
Бахрейнський перловий шлях включає в себе сімнадцять будівель у Мухарраку, три устричні колонії в морі поруч, частину узбережжя та частину фортеці Бо Махір на півдні Мухаррака, що виходить до берега. Об'єкт було включено до списку світової спадщини ЮНЕСКО 30 червня 2012 року.
У сучасному Бахрейні торгівля штучно вирощеним перлами заборонена. Невелика кількість професійних нирців-видобувачів перлів є в цій країні дотепер.